# Chiesa di San Vigilio (Busseto)
La chiesa di San Vigilio è un luogo di culto cattolico dalle forme neoclassiche situato a Samboseto, frazione di Busseto, in provincia di Parma e diocesi di Fidenza; è sede di una parrocchia compresa nel vicariato della Bassa Parmense. 

## Storia
La prima menzione di una chiesa a Samboseto è da ricercare nella Ratio decimarum del 1299 fatte stilare dal vescovo di Parma Giovanni da Castell'Arquato, in cui si legge che tale chiesa, la quale non possedeva il fonte battesimale e da questo punto era dipendente dal duomo di Borgo San Donnino, doveva pagare le decime e che era retta da un sacerdote chiamato Roglerius de Floribus.
Sembra che la chiesa sia stata riedificata nel XIV secolo, mentre il campanile fu eretto nel 1380, come attestato da una scritta incisa in un mattone.
L'attuale parrocchiale venne costruita nel XVI secolo e nel 1581 fu dotata del fonte battesimale; nel 1601 passò dalla diocesi di Parma alla neo-costituita diocesi di Fidenza.
Il 29 novembre 1844 la parrocchia fu staccata dal vicariato suburbano ed aggregata a quello di Frescarolo, per poi entrare a far parte successivamente del vicariato di Busseto. Il 16 luglio 1926 alcuni territori della parrocchia di Samboseto corrispondenti alle borgate Cascine, Fienile Cecchio e Sant'Alessandro, vennero aggregati a quella di Madonna dei Prati.

## Descrizione

### Esterno
La facciata della chiesa, che è in stile neoclassico, è caratterizzata da quattro lesene poggianti su altrettanti basamenti e sopra le quali vi è il timpano triangolare.

### Interno
L'interno è ad un'unica navata sulla quale si aprono tre cappelle laterali per parte. Opere di pregio qui conservate sono il marmoreo fonte battesimale, risalente al 1581, la pala dell'altare maggiore raffigurante la Madonna col Bambino assieme ai santi Vigilio, Lucia e Teresa d'Avila, eseguita forse da Girolamo Donnini tra il 1741 e il 1743, la tela con l'Immacolata, realizzata da Clemente Ruta negli anni 1730 e quella con i Santi Vigilio e Donnino, dipinta da un ignoto artista di scuola parmense intorno alla metà del XVII secolo.